# Schwarzenbach (Löhbach)
Der Schwarzenbach ist ein einen halben Kilometer langer Bach  im Märkischen Oberland, der im nordrhein-westfälischen Märkischen Kreis auf dem Gebiet der Kleinstadt Halver verläuft und er ist ein  südöstlicher und orografisch linker Zufluss des Löhbachs.

## Geographie

### Verlauf
Der Schwarzenbach entspringt am Westrand des Halverer Ortsteils Weißenpferd auf einer Höhe von etwa 396 m ü. NHN in einem Wäldchen direkt neben der Löhbacher Straße.
Er fließt, begleitet von der Löhbacher Straße, in nordwestlicher Richtung am Rande des Industriegebiets Löhbach entlang und mündet schließlich auf einer Höhe von circa 371 m ü. NHN bei einer Feuchtwiese von links in den aus dem Osten heranziehenden Löhbach.
Der etwa 0,5 km lange Lauf des Schwarzenbachs endet ungefähr 25 Höhenmeter unterhalb seiner Quelle, er hat somit ein mittleres Sohlgefälle von etwa 50 ‰.

### Einzugsgebiet
Das Einzugsgebiet des Schwarzenbachs liegt im Märkischen Oberland  und wird durch ihn über  den Löhbach, die  Ennepe, die Volme, die Ruhr und den Rhein zur Nordsee entwässert.